# Rombencefal

Dezvoltarea embrionară a sistemului nervos: rombencefalul se dezvoltă în metencefal și mielencefal.

Rombencefalul este porțiunea sistemului nervos central din alcătuirea vertebratelor care include bulbul rahidian, puntea lui Varolio și cerebelul.  Susține procese vitale organismului. 